# 吕特延堡
吕特延堡（德語：Lütjenburg，發音：[ˈlʏtjənˌbʊʁk] ⓘ）是德国石勒苏益格-荷尔斯泰因州普伦县的城市，面积6.15平方千米，2023年12月31日人口为5,479人。